# Tống Thị Đôi
Tống Thị Đôi (chữ Hán: 宋氏堆; ? – ?), tôn hiệu Từ Tiên Hiếu Triết Hoàng hậu (慈僊孝哲皇后), là cung tần của Hiền vương Nguyễn Phúc Tần trong lịch sử Việt Nam. Bà là mẹ của Nghĩa vương Nguyễn Phúc Thái.

## Tiểu sử
Hiếu Triết Hoàng hậu Tống Thị Đôi, không rõ năm sinh, nguyên quán ở quý huyện Tống Sơn, Thanh Hóa. Cha bà là Thiếu phó Quận công Tống Phúc Khang, mẹ là phu nhân họ Phạm. Khi mới nhập cung, bà Đôi được liệt vào hàng Cơ (姬), dần dần tấn tới vị trí Thứ phi (次妃).
Thứ phi Tống thị là người hiền từ hòa thuận, càng ngày càng được sủng ái. Bà sinh ra 2 người con trai:
- Nguyễn Phúc Thái, con trai thứ hai của chúa Hiền Nguyễn Phúc Tần, kế nghiệp Hiền vương, được gọi là Nghĩa vương. Vua Gia Long dâng miếu hiệu là Anh Tông (英宗).
- Nguyễn Phúc Trân (hoặc Huyền) (20 tháng 1 năm 1652 – 6 tháng 9 năm 1685), nguyên là Chưởng cơ, sau khi mất được tặng Thiếu phó Cương Quận công.

Ngày 21 tháng 3 (âm lịch), không rõ năm, Thứ phi Tống thị qua đời, được an táng tại lăng Quang Hưng (nay thuộc xã Hương Thọ, thị xã Hương Trà, Huế).
Năm Giáp Tý (1744), Vũ vương Nguyễn Phúc Khoát dâng thụy hiệu là Từ Tiên Huệ Thánh Trinh Thuận Tĩnh phi (慈僊惠聖貞順靜妃).
Năm Gia Long thứ 5 (1806), vua truy tôn cho bà làm Từ Tiên Huệ Thánh Trinh Thuận Tĩnh Nhân Hiếu Triết Hoàng hậu (慈僊惠聖貞順靜仁孝哲皇后), phối thờ cùng Thái Tông Nguyễn Phúc Tần tại Thái Miếu, ở án thứ hai bên trái, cùng với bà chánh thất là Từ Mẫn Hiếu Triết hoàng hậu Chu Thị Viên.
"Giữ nhân luân, dùng điển lễ, báo nguồn gốc tôn người thân, là đạo hiếu con cháu vậy. Kính nghĩ, Từ Tiên Huệ Thánh Trinh Thuận Tống Tĩnh phi điện hạ: sao Bảo Vụ sáng soi, quẻ Thần Khôn hợp đức. Phép khuê môn tập quen, lễ tôn miếu kính cẩn. Trên sách Kiền nguyên, sinh ra con trưởng, kế thừa dẫn mối lâu dài, khánh trạch mở nền thịnh lớn. Cho nên nay trên nhờ thiêng liêng mở mang bờ cõi, thành nghiệp này, bèn theo điển lễ, lẽ cả cùng tôn. Cẩn tiến sách vàng dâng tôn hiệu là Từ Tiên Huệ Thánh Trinh Thuận Tĩnh Nhân Hiếu Triết Hoàng Hậu, thờ chung vào gian tả nhị nhà Thái Miếu."